# Arx Fatalis
Arx Fatalis è un videogioco di ruolo d'azione del 2002 sviluppato da Arkane Studios e pubblicato per Windows e Xbox.

## Trama
Arx Fatalis (lat. Rocca Fatale) è ambientato in un mondo dove il sole non splende più e le creature si ritrovano costrette a rifugiarsi in caverne sotterranee. Il gioco parte proprio in una di queste larghe caverne dove creature come troll, goblin, nani, umani etc. hanno costruito le loro case. Il giocatore si sveglia privo di memoria dentro a una prigione e gli viene subito dato il nome Am Shaegar da un compagno di cella. Appena scappato il protagonista si ritroverà nell'avamposto degli umani dove c'è stato un attacco, trovata una strada per raggiungere la città di Arx il giocatore dovrà andare a parlare con il re che gli assegnerà degli incarichi e dopo aver ottenuto la sua fiducia vi porterà con lui e altri suoi fidati nella sala del consiglio per discutere degli avvenimenti accaduti, Am Shaegar dunque riacquista immediatamente la memoria quando l'alchimista del re gli fa toccare un frammento di meteora che viene poi distrutto. Il protagonista scopre di essere un Guardiano proveniente dalla dimensione del Noden e la sua missione principale è quella di rinchiudere il Dio della distruzione Akbaa che cerca di manifestarsi in Arx.

## Modalità di gioco
Arx Fatalis permette, con l'avanzamento di livello, di allocare dei punti abilità al personaggio per aumentarne le abilità come magia, armi e armature, stealth e così via. Ci sono vari tipi di puzzle e oggetti da trovare per continuare l'avventura dentro Arx. È possibile combinare numerose magie e oggetti per crearne di nuovi, come nel caso del portachiavi (chiave + anello), canna da pesca (canna + corda), pasta (farina + acqua), polvere (pianta/osso + pestello e mortaio) pozioni (polvere + flacone vuoto + alambicco). Alcuni cibi come pasta, pesce, carne, pollo e torte possono essere cotti e mangiati al fine di recuperare vitalità.
La trama principale consiste nel ritrovare varie parti di una spada, indispensabile per sconfiggere il Dio della distruzione Akbaa in una battaglia finale. Altre missioni riguardano i rapporti del protagonista con i ribelli, le donne serpente e il Re di Arx. Il giocatore può risolvere in modo diverso il loro conflitto accedendo così a differenti finali in base alle scelte intraprese nel gioco.
In Arx Fatalis non è possibile prendere attivamente parte ai dialoghi e il giocatore può fare scelte diverse solo in base alle proprie azioni. Le missioni si possono affrontare in modo diverso uccidendo nemici e abbattendo porte o utilizzando la furtività.

### Controlli
I comandi sono quelli tipici dei videogiochi in prima persona. 
Con un apposito tasto è possibile estrarre o riporre l'arma equipaggiata passando dalla modalità di osservazione a quella di combattimento. Nel primo stato è possibile interagire con oggetti e personaggi, nel secondo si visualizzerà l'arma e sarà possibile infliggere colpi ai nemici. Più tempo si tiene premuto il tasto di attacco più il colpo sarà potente. È possibile combattere sia con armi corpo a corpo che a distanza e utilizzare pozioni per avvelenarle.
In Arx Fatalis è possibile utilizzare la magia attraverso una particolare interfaccia. Tenendo premuto il tasto Ctrl e muovendo il mouse è possibile disegnare in aria delle rune che scritte correttamente lanciano degli incantesimi. Il giocatore deve possedere le rune necessarie, in tutto 20, che possono essere trovate in giro o comprate. Combinando diverse rune è possibile ottenere nuovi incantesimi.
Nel Joypad della Xbox ogni direzione del pad corrisponde al corrispettivo movimento del mouse e come nel computer è necessario disegnare la runa per richiamare la magia.
È possibile memorizzare al massimo 3 incantesimi per poi lanciarli al momento opportuno con la semplice pressione di un tasto. Una volta utilizzati devono essere di nuovo memorizzati per poterli lanciare nuovamente.
È presente nel gioco anche una modalità stealth che permette al giocatore di muoversi in luoghi oscuri senza essere visto.

## Accoglienza
La critica ha giudicato nel complesso positivamente Arx Fatalis preferendo la versione Windows a quella Xbox. Viene sottolineata da tutti i recensori la presenza di un'ottima grafica. In sede di recensione viene riscontrata anche la presenza di numerosi bug.
| Rivista                   | Voto                |
| ------------------------- | ------------------- |
| Gamespot                  | 8.4/10              |
| IGN                       | 8/10                |
| GameSpy                   | 3.5/5               |
| Eurogamer                 | 7/10                |
| Multiplayer.it            | 8/10                |
| SpazioGames.it            | 8/10                |
| Videogame.it              | 4/5                 |
| Aggregatori di recensioni | Media               |
| Metacritic                | 77% (24 recensioni) |